# Wednesday 13
Wednesday 13, pe numele real Joseph Poole (n. 12 august 1976) este un muzician american, cunoscut cel mai bine ca lider la formației Murderdolls. De asemenea, el a mai fost membru la o serie de alte formații, printre care Frankenstein Drag Queens from Planet 13, Wednesday 13, Bourbon Crow, și Gunfire 76.

## Discografie

### Maniac Spider Trash
- 1994: Dumpster Mummies (Reissued on CD in 2010)
- 1995: Murder Happy Fairytales (Unreleased) (Released Digitally in 2011)

### Frankenstein Drag Queens from Planet 13
- 1996: The Late, Late, Late Show
- 1998: Night of the Living Drag Queens
- 2000: Songs from the Recently Deceased
- 2001: Viva Las Violence
- 2004: 6 Years, 6 Feet Under the Influence (Compilation)
- 2006: Little Box of Horrors (Box set)

### Murderdolls
- 2002: Right To Remain Violent (EP)
- 2002: Beyond the Valley of the Murderdolls
- 2010: Women and Children Last

### Wednesday 13
- 2005: Transylvania 90210: Songs of Death, Dying, and the Dead
- 2006: Fang Bang
- 2008: Skeletons
- 2008: Bloodwork (EP)
- 2008: Fuck It, We'll Do It Live (Live)
- 2010: From Here To The Hearse (Vinyl Compilation of Wednesday 13/Bourbon Crow/Gunfire 76)
- 2010: Xanaxtasy (Digital single)
- 2011: Re-Animated (Digital EP of remixes)
- 2011: Calling All Corpses
- 2012: Spook & Destroy (EP)
- 2013: The Dixie Dead
- 2014: Undead Unplugged (Acoustic Album)
- 2014: Dead Meat: 10 Years of Blood, Feathers, & Lipstick (Compilation)

### Bourbon Crow
- 2006: Highway to Hangovers
- 2009: Long Way to the Bottom

### Gunfire 76
- 2009: Casualties & Tragedies

### Various Artists
- 2006: Horror High Presents: Prom Queen Massacre

## Filmografie
- 2008: Wednesday 13's Weirdo A Go-Go
- 2008: Fuck It, We'll Do It Live
- 2014: Scream Britain Scream

## Turnee
| Data                         | Turneu                             | Regiune                        | Suport |
| ---------------------------- | ---------------------------------- | ------------------------------ | --- |
| March – October 2004:        | Wednesday 13's Graveyard a Go-Go   | Statele Unite Europa           | Engerica |
| November 2004:               | Look What the Bats Dragged In      | Europa                         | |
| April 2005:                  | Wednesday 13's April Ghouls        | Statele Unite Europa           | The 69 Eyes                                                                                                   |
| April – May 2005:            | From Here To Horrorwood US         | Statele Unite                  | Deadstar Assembly                                                                                             |
| May – June 2005:             | Europaan Tour (Festivals)          | Europa                         | |
| September 2005:              | 6 Feet Down Under                  | Australia                      | |
| September – October 2005:    | Damned In Japan                    | Japan                          | |
| October 2005:                | Haunted Halloween West Coast Mini  | Statele Unite                  | King of Creeps, Alice Cooper                                                                                  |
| November 2005:               | Tour From The Crypt                | Europa                         | |
| July – October 2006:         | Till Death Do Us Party World       | Statele Unite Europa           | Sign, Betty Curse                                                                                             |
| January – February 2007:     | Wednesday 13's American Werewolves | Statele Unite                  | Vains of Jenna                                                                                                |
| March – May 2007:            | Wednesday 13's Europaan Werewolves | Europa                         | McQueen, The Poisoning                                                                                        |
| June – July 2007:            | MonsTour                           | Statele Unite                  | The 69 Eyes                                                                                                   |
| October 2007:                | Ghouls On Parade                   | Statele Unite                  | Trashlight Vision, AntiProduct                                                                                |
| November 2007:               | U.K. Fan Bang                      | Europa                         | McQueen |
| January – March 2008:        | All American Massacre              | Statele Unite                  | The AKA's, Creature Feature                                                                                   |
| May – November 2008:         | SkeleTour                          | Statele Unite Europa           | Sign |
| February – March 2009:       | For Those About To Rot U.S.'       | Statele Unite                  | Dommin |
| March 2009:                  | March Of The Damned World          | Japan Europa                   | Glamour Of The Kill, The Chelsea Smiles                                                                       |
| February 2010:               | Valentine's Massacre Down Under    | Australia                      | |
| October 2011 - January 2012: | Something Wicked This Way Comes    | Statele Unite Europa           | Michael Monroe, Vampires Everywhere!, Polkadot Cadaver, Nightmare Sonata, CrashDiet, Aiden, Modern Day Escape |
| February - March 2012:       | Soundwave Festival 2012            | Australia                      | |
| June - July 2012:            | The Summer Of Blood                | Statele Unite                  | |
| October - November 2012:     | Spook & Destroy World              | Australia Europa               | |
| February - March 2013:       | Curse The Living                   | Statele Unite Europa           | Calabrese, Cold Blue Rebels, Sister                                                                           |
| May - June 2013:             | Too Fast For Blood                 | Statele Unite                  | |
| September - November 2013:   | For Those About To Rot World       | Statele Unite Australia Europa | Cold Blue Rebels, Mortified Mortician, Sister, The Defiled                                                    |